# Постпанк

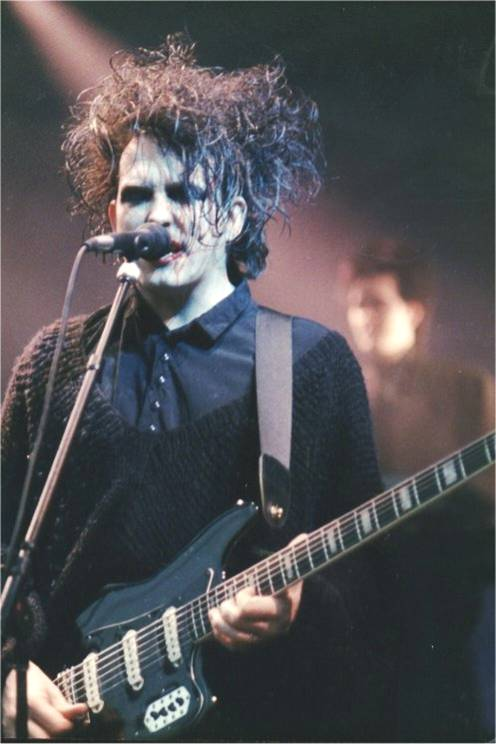
Роберт Смит (The Cure), 1989

Постпа́нк (оригинальное название «нью-мьюзик» (англ. new music), часто встречается также вариант написания «пост-панк»; англ. post-punk) — жанр рок-музыки, сложившийся в конце 1970-х годов в Великобритании как продолжение панк-рока. Жанр постпанк — это в какой-то степени более усложненная и экспериментальная форма панка: в отличие от резкого сухого звучания панк-рока, постпанк отличался бо́льшим разнообразием музыкального самовыражения вследствие широкого диапазона влияния на жанр (краут-рок — в первую очередь, такие группы, как Neu! и Can; такие жанры как даб, фанк, диско, экспериментальные альбомы Дэвида Боуи так называемого «берлинского периода», электронные успехи Kraftwerk). Черпая вдохновение из элементов панк-рока (таких как провокация, или DIY подход), отступая от музыкальных границ панка к более широкой культурной принадлежности, постпанковая музыка была отмечена разнообразным, экспериментаторским чувством и его «концептуальным нападением» на рок-традиции.
Постпанк был воспринят как попытка противостоять культурно-массовой стандартизации. Новое направление было отмечено возобновлением интереса к музыкальным экспериментам, в частности к новой технологии записи и связью с не-рок стилями, такими как электронная музыка и различные формы андеграундной танцевальной музыки. В движении также часто видно пересечение музыки с искусством и политикой, а исполнители зачастую черпали вдохновение из таких источников, как критическая теория, кино, перформанс и модернистская литература. Ранние пост-панк группы: Nightmares in Wax, Siouxsie and the Banshees, Wire, The Cure, Public Image Ltd, Devo, Joy Division, Talking Heads, the Pop Group, Gang of Four, Throbbing Gristle и Contortions. В период наибольшего роста популярности в конце 1970-х и начале 1980-х, постпанк-музыка была тесно связана с развитием таких жанров, как готик-рок, ноу-вейв и индастриал. К середине 80-х годов большая часть движения рассеялась по другим стилям, обеспечив условия для развития последующей альтернативной и независимой музыки. В последующие десятилетия стиль иногда возрождался.

Йен Кертис (Joy Division), 1978

## Описание

### Особенности и философия
Термин «постпанк» был впервые использован журналистами в конце 70-х годов, чтобы описать группы, выходящие за рамки звукового шаблона панка в различных направлениях. Многие из артистов, первоначально вдохновленные DIY и энергией панка, в конечном счёте стали разочарованы стилем и движением, чувствуя, что он пал в коммерческую формулу, рок-съезды и самопародии. Они отказались от своих популистских требований к доступности и простоте исходного материала вместо того, чтобы увидеть возможность порвать с музыкальной традицией, ниспровергать банальность и бросить вызов аудитории. Исполнители переместили фокус вне панка, на озабоченности в основном белыми мужчинами рабочего класса, и отказалась от своей постоянной опоры в установленных рок-н-роллом тропах, например: три аккорда и гитарные риффы Чака Берри. Эти музыканты вместо того, чтобы обозначить панк как «требующий постоянных изменений», верили, что «радикальная суть требует радикального вида».
Несмотря на различия между регионами и музыкантами, постпанк-музыка характеризовалась как «концептуальное нападение» на рок-устои. Она отвергала эстетику, воспринимаемую как традиционализм, гегемония или рокизм (заблуждение в критике популярной музыки, когда одни группы или жанры считаются более оригинальными, чем другие; термин, предположительно введён Питом Уайли в 1981 году). Вместо этого постпанк предпочитал эксперименты с технологиями звукозаписи и стилями, не связанными с роком, такими как даб, электронная музыка, диско, нойз, джаз, краут-рок, этническая музыка и авангард. В то время как постпанк-музыканты часто избегают или намеренно делают неясными обычные музыкальные влияния, предыдущие музыкальные стили так и служат для движения пробным камнем, в том числе конкретные виды глэм, арт-рока и «тёмного подтекста музыки 60-х». По словам критика Саймона Рейнольдса, исполнители в очередной раз приблизили студию как инструмент, используя новые методы записи и исследуя неизвестные звуковые области. Автор Мэтью Баннистер писал, что постпанк-группы отвергли высокие культурные отсылки на рок-исполнителей 60-х, таких как Beatles и Bob Dylan, а также парадигмы, которые определили рок как «прогрессивный, как искусство, как „стерильную“ студию перфекционизма… путём принятия авангардной эстетики».
Николас Лезард описал постпанк как «слияние искусства и музыки». Эра постпанка черпала идеи из литературы, арт-кино, философии, политики, а также критической теории в музыкальном и поп-культурном контекстах. Исполнители стремились отказаться от общего различия между элитарной и массовой культурой и нашли отражение в творчестве таких музыкантов, как Капитан Бифхарт и Дэвид Боуи. Среди основных влияний на разнообразие постпанк-исполнителей были авторы книг, такие как Уильям С. Берроуз и Джеймс Баллард, авангардные политические течения, такие как ситуационизм и дадаизм, и интеллектуальные течения, такие как постмодернизм. Многие исполнители рассматривали свою работу в явно политическом плане. Дополнительно в некоторых местах создания постпанк музыки были тесно связана с эффективным развитием субкультуры, которая играла важную роль в развитии искусства, мультимедийных перформансов, фэнзинов и независимых лейблов, относящихся к музыке. Многие постпанк исполнители поддерживают анти-корпоративный подход к звукозаписи, придерживаясь альтернативных средств производства и выпуска музыки. Журналисты стали важным элементом культуры, популярные музыкальные журналы и критики также начали погружаться в движение.

## Становление жанра
Ранние представители постпанка (Siouxsie and the Banshees, Joy Division, Bauhaus) вдохновлялись творчеством таких коллективов как The Doors, T. Rex и The Velvet Underground. Также на жанр оказали существенное влияние рэгги и даб. Первый альбом Siouxsie and the Banshees, The Scream считается одной из самых влиятельных пост-панк-групп: он был процитирован как влияние манчестерской группы Joy Division. Дебютный альбом Public Image Ltd 1978 года, наряду с альбомом Игги Попа The Idiot, вышедшем в 1977 году, считается первым и одним из наиболее влиятельных альбомов постпанка. Альбом, по мнению андеграундных критиков музыкальной индустрии 80-х, имел основные предшествующие жанру черты, такие как медленный машиноподобный ритм, глубокий насыщенный холодными обертонами бас, низкий, будто потусторонний, вокал. Среди других представителей постпанка 70-х следует упомянуть такие экспериментальные коллективы, как Devo, Suicide, Television, Talking Heads, Japan.

## Постпанк в России и СССР
В России и странах бывшего СССР жанр постпанка представлен такими коллективами, как Кино, Великие Октябри, Звуки Му, Кофе, Центр, Телевизор, Дурное Влияние, Петля Нестерова, Nautilus Pompilius, Агата Кристи, Соломенные Еноты, Банда Четырёх, Последние Танки в Париже, Молчат дома, Депутат Балтики, Hot Zex, Motorama, Ploho, Ssshhhiiittt!, Буерак, Сруб, Human Tetris, Петля Пристрастия, Электрофорез, Nürnberg, Свидетельство о смерти, Дурной Вкус, Культурное Наследие, Перемотка и многими другими.
Помимо групп, поющих на русском языке, существуют также постпанк-группы с текстами на языках других народов РФ — например, на ингушском (January Blues).

### Russian Doomer Music
В начале 2020-х гг. международную популярность на YouTube и других онлайн-видеосервисах получили подборки композиций русскоязычного постпанка и других смежных жанров под общим названием «Russian Doomer Music». Название отсылает к т. н. думерам — депрессивным персонажам интернет-мемов, ставших популярными на 4chan в 2018 году, после чего с которыми стали ассоциировать себя многие пользователи соцсетей, 4chan и Reddit. Изначально думеры отражали стереотип поколения родившихся в 90-е, для которого была характерна депрессия и экзистенциальный кризис, связанный в том числе с беспрецедентно быстрым развитием технологий и интернета. Эстетика же сборников Russian Doomer Music дополнила этот образ романтизацией постсоветской действительности, в первую очередь советской архитектуры и индустриальных пейзажей, а также природы и климата. Одной из групп, наиболее широко ассоциирующихся с Russian Doomer Music, стала минская постпанк-группа Molchat Doma, ставшая популярной в TikTok благодаря композиции «Судно» на стихи Бориса Рыжего.

## Особенности
Вместо бьющей ключом энергии и гитарной агрессии панка для постпанка характерен медленный монотонный ритм с преобладанием баса и ударных, чувство нарастающей тревоги в мелодиях, отстранённый вокал и, как правило, депрессивные меланхоличные тексты (The Cure и The Sisters Of Mercy), декадентские тексты (Japan и Дэвид Сильвиан), иногда полные размышлений о смерти и смысле жизни (Joy Division, Bauhaus).
Благодаря работам таких групп, как Siouxsie and the Banshees, Joy Division, Bauhaus, The Cure и The Sisters Of Mercy родился производный жанр готический рок.
Помимо готик-рока жанр оказал значительное влияние и лёг в основу таких жанров, как индастриал, синти-поп, постхардкор, неопсиходелия и, в большей степени, альтернативный рок.